# Smeerenburg

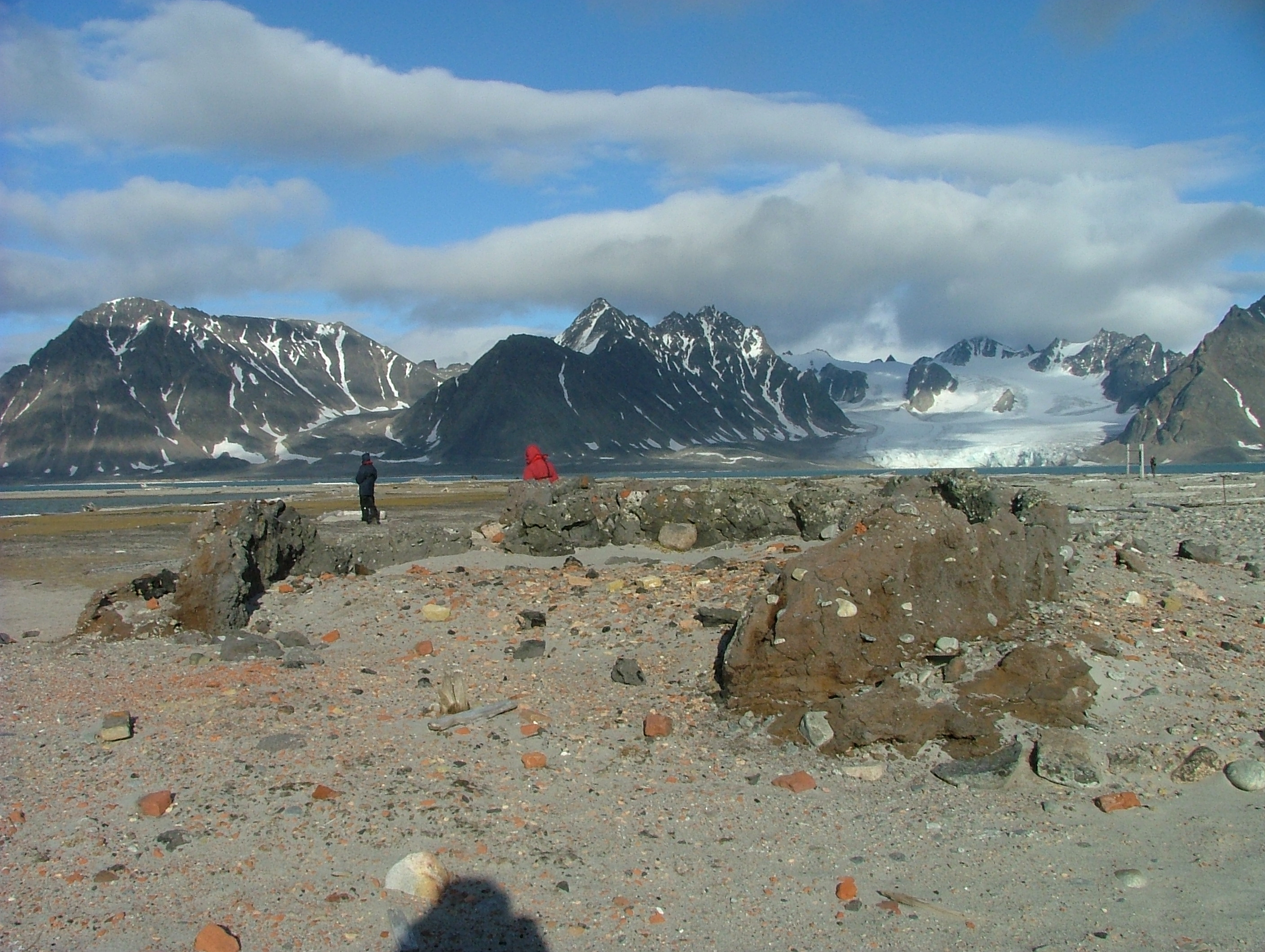
Ruiny stacji wielorybniczej Smeerenburg

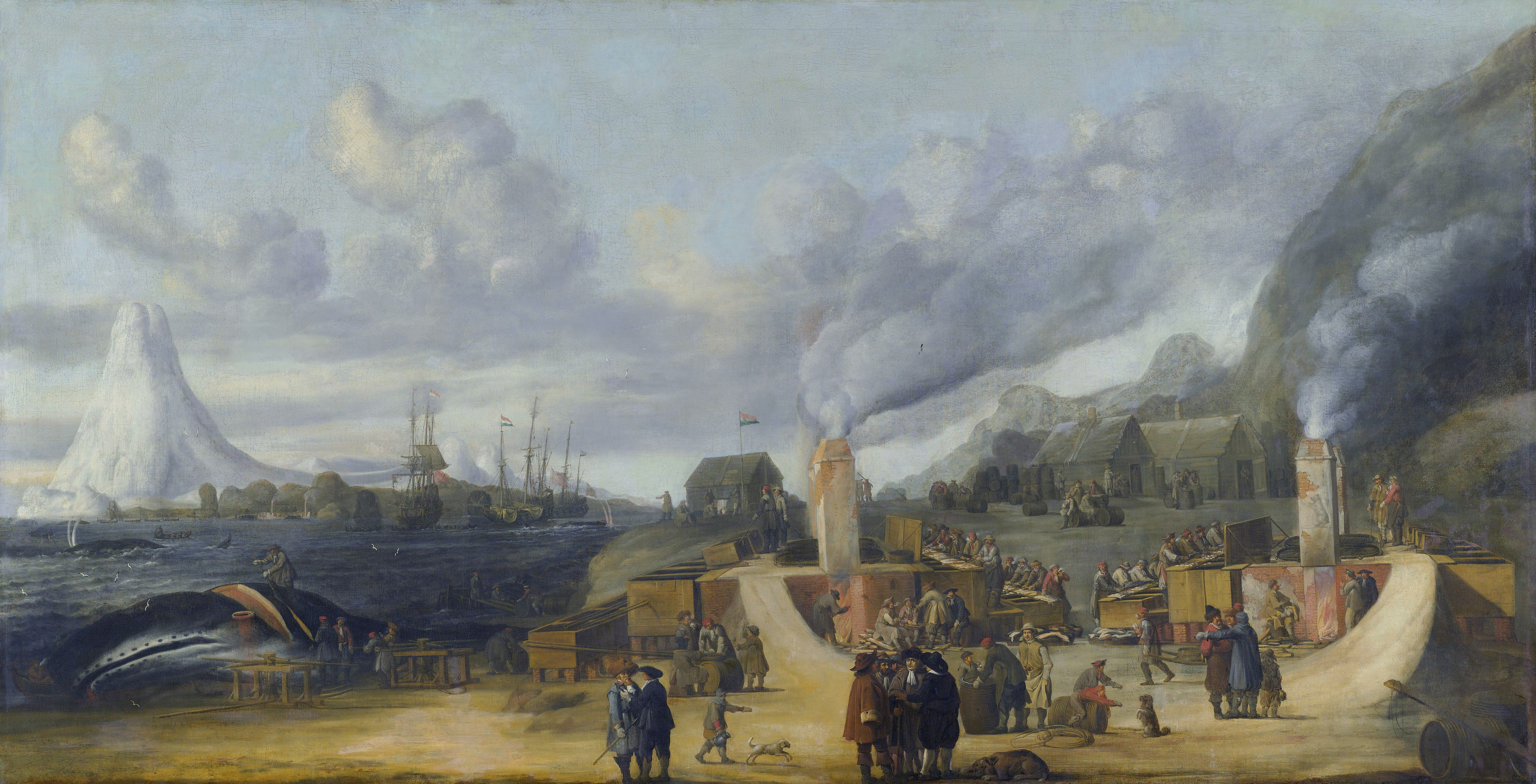
Obraz przedstawiający fabrykę oleju wielorybiego na Wyspie Amsterdam

Smeerenburg – dawna osada na wyspie Amsterdam (Amsterdamøya) w północno-zachodniej części Spitsbergenu, założona przez duńskich i holenderskich wielorybników w 1619 roku. Smeerenburg służył jako centrum połowów wielorybów w północnej części archipelagu Svalbard w latach 1619 - 1657. W 1973 roku ruiny Smeerenburg weszły w skład północno-zachodniego parku narodowego Spitsbergenu.